# Aure (Ariège)
Die Aure ist ein kleiner Fluss in Frankreich, der im Département Ariège in der Region Okzitanien verläuft. Sie entspringt im südwestlichen Gemeindegebiet von Unzent, entwässert  generell Richtung Nordnordost und mündet nach rund 15 Kilometern im Gemeindegebiet von Saverdun als linker Nebenfluss in die Ariège. In ihrem Mündungsabschnitt quert die Aure die Bahnstrecke Portet-Saint-Simon–Puigcerdà.

## Orte am Fluss
(Reihenfolge in Fließrichtung)
- Marge Cabirol, Gemeinde Unzent
- La Baquière, Gemeinde Lescousse
- Savignol, Gemeinde Unzent
- Le Trémoul, Gemeinde Saint-Martin-d’Oydes
- Soubiran, Gemeinde Unzent
- Balègue, Gemeinde Saverdun
- Lamirail, Gemeinde Esplas
- Brie
- Saverdun